# سارة جين موريس
سارة جين موريس (بالإنجليزية: Sarah Jane Morris)‏ هي مغنية ومغنية مؤلفة بريطانية، ولدت في 21 مارس 1959 في ساوثهامبتون في المملكة المتحدة.

## وصلات خارجية
- الموقع الرسمي
- سارة جين موريس على موقع ميوزك برينز (الإنجليزية)
- سارة جين موريس على موقع ديسكوغز (الإنجليزية)